# Taira no Tadamori
Taira no Tadamori est un nom japonais traditionnel ; le nom de famille (ou le nom d'école), Taira, précède donc le prénom (ou le nom d'artiste).
Taira no Tadamori (平 忠盛, 1096-10 février 1153) est un samouraï du clan Taira, père de Taira no Kiyomori et membre du Kebiishi (forces de police impériales). Tadamori est aussi gouverneur des provinces de  Harima, Ise, Bizen et Tajima.
Il a consolidé l'influence du clan Taira à la cour impériale, et l'on dit qu'il a été le premier samouraï à servir directement l'empereur.
En tant que serviteur de la cour, Tadamori a mené des campagnes, en commençant dès 1129 contre les pirates sur les côtes de San'yōdō (en) et de Nankaidō (deux des Gokishichidō, grandes divisions administratives du Japon). Il a également servi son propre clan dans la lutte contre les moines guerriers de Nara et du mont Hiei.
Tadamori est également crédité de la construction du Rengeō-in, un temple majeur et désormais célèbre à Kyoto, qui comprend le plus long bâtiment en bois du monde, le Sanjūsangen-dō. Tadamori a obtenu le poste de gouverneur de la province de Tajima comme récompense pour l'achèvement de ce projet.